# Projekt zmiany Konstytucji Rzeczypospolitej Polskiej dotyczący ochrony życia ludzkiego
Projekt zmiany Konstytucji Rzeczypospolitej Polskiej dotyczący ochrony życia ludzkiego – projekt ustawy złożony w Sejmie RP V kadencji w 2006 i odrzucony 13 kwietnia 2007. Po tym głosowaniu marszałek Sejmu Marek Jurek zrezygnował z pełnienia urzędu.

## Przebieg wydarzeń
Pierwszy projekt zapisania w Konstytucji „ochrony życia od poczęcia” pojawił się w formie poprawki zgłoszonej przez LPR 23 sierpnia 2006 podczas prac w komisji nad zmianą Konstytucji w związku z europejskim nakazem aresztowania. W związku z podniesionymi wątpliwościami co do legalności takiego trybu wprowadzania poprawek na posiedzeniu Prezydium Sejmu uzgodniono wycofanie poprawek LPR i wniesienie odrębnego projektu nowelizacji Konstytucji.

### Projekt poselski
5 września 2006 155 posłów PiS, LPR, Samoobrony i PSL złożyło projekt nowelizacji art. 38 Konstytucji dodającej do zdania „Rzeczpospolita Polska zapewnia każdemu człowiekowi prawną ochronę życia” wyrazów „od momentu poczęcia”. Pierwotnie reprezentantem wnioskodawców był wicemarszałek Sejmu Marek Kotlinowski (LPR), ale po jego wyborze na sędziego Trybunału Konstytucyjnego zastąpił go Dariusz Kłeczek (PiS).
26 października odbyło się w Sejmie pierwsze czytanie ustawy, podczas którego złożono wniosek o odrzucenie projektu. 27 października odbyło się głosowanie, w którym za odrzuceniem projektu zagłosowało 88 posłów, przeciw 264 posłów a wstrzymało się 14 posłów. W ten sposób za dalszymi pracami nad projektem w Komisji Nadzwyczajnej opowiedziało się ponad 2/3 głosujących.

### Prace w Komisji Nadzwyczajnej
16 listopada została powołana Komisja Nadzwyczajna w składzie Małgorzata Bartyzel (PiS), Dariusz Kłeczek (PiS), Mirosław Krajewski (Samoobrona), Andrzej Mańka (LPR) zastępca przewodniczącego, Damian Raczkowski (PO), Elżbieta Radziszewska (PO) zastępca przewodniczącego, Anna Sobecka (RLCh), Franciszek Stefaniuk (PSL) zastępca przewodniczącego, Jolanta Szymanek-Deresz (SLD), Jadwiga Wiśniewska (PiS) przewodniczący.
Podczas prac komisji doszło do konfliktu wewnątrz Prawa i Sprawiedliwości między Markiem Jurkiem a Jarosławem Kaczyńskim wokół celowości zmian i ich kształtu. Wnioskodawcy oskarżyli przewodniczącą komisji Jadwigę Wiśniewską o sztuczne przedłużanie prac nad nowelizacją. Na dodatkowym posiedzeniu Komisji zwołanym 1 marca przez Prezydium Sejmu złożony przez Annę Sobecką wniosek o odwołanie przewodniczącej został poparty przez posłów PiS Małgorzatę Bartyzel i Dariusza Kłeczka, dzięki czemu została ona odwołana. Na nowego przewodniczącego został wybrany Franciszek Stefaniuk. Odwołana przewodnicząca oświadczyła, że nie ma sobie nic do zarzucenia, a prace nad nowelizacją nie powinny się odbywać nocą i w pośpiechu. Na znak protestu z prac w komisji zrezygnowali posłowie Platformy Obywatelskiej Damian Raczkowski i Elżbieta Radziszewska.
Komisja zakończyła prace nad projektem 2 marca 2007. Komisja w ostatecznej wersji zaproponowała nadanie art. 30 brzmienia „Źródłem wolności i praw człowieka i obywatela jest przyrodzona i niezbywalna godność człowieka, przynależna mu od chwili poczęcia. Jest ona nienaruszalna, a jej poszanowanie i ochrona jest obowiązkiem władz publicznych.” Jednocześnie LPR zgłosiła pierwotne brzmienie projektu jako wniosek mniejszości.

### Odrzucenie projektu
Podczas drugiego czytania 28 marca Klub PiS zgłosił alternatywne poprawki przygotowane w Kancelarii Prezydenta. Zostały one następnie 12 kwietnia negatywnie zaopiniowane przez Komisję Nadzwyczajną.
Wszystkie poprawki i przedłożenie Komisji Nadzwyczajnej zostały odrzucone w głosowaniu 13 kwietnia 2007. W ostatnim głosowaniu nad proponowaną przez komisję zmianą w art. 30 za zmianą zagłosowało 269 posłów, przeciw 121 posłów a wstrzymało się 53 posłów. Wymagana większość 2/3 wynosiła 296 głosów.

## Konsekwencje
Jeszcze w dniu głosowania swoją rezygnację z funkcji marszałka Sejmu złożył Marek Jurek. Następnego dnia opuścił on wspólnie z czwórką innych posłów posiedzenie Rady Politycznej PiS i ogłosił swoje wystąpienie z partii. 19 kwietnia 2007 zapowiedział utworzenie nowego ugrupowania politycznego. 20 kwietnia rozpoczął się proces rejestracji partii Prawica Rzeczypospolitej. Na nowego marszałka 27 kwietnia został wybrany Ludwik Dorn.
Losy projektu stały się tematem książki Tomasza Terlikowskiego pt. Prawo do życia. Zdradzona nadzieja.